# Rover (Schiff, 1863)
Die Rover war eine Brigg, die 1853 in Großbritannien vom Royal Dockyard in Pembroke Dock in Südwales für die Royal Navy gebaut wurde. 1862 kaufte die preußische Marine die Rover und stellte sie 1863 unter Beibehaltung des alten Namens als Schulschiff für Schiffsjungen in Dienst. In dieser Funktion diente sie ab 1867 in der Marine des Norddeutschen Bundes und ab 1872 in der Kaiserlichen Marine. 1890 wurde sie außer Dienst gestellt und 1911 zum Abbruch verkauft.

## Geschichte
Die 1853 auf der staatlichen Werft in Pembroke vom Stapel gelaufene Rover war die letzte der sieben Sloops der Helena-Klasse mit 16 Kanonen. Die Schiffe dieser Klasse waren als Briggs getakelt und wurden deshalb auch als first class brigs bezeichnet. Der Querspant-Kraweelbau Rover verdrängte 627 t, war 40,5 m lang und 10,3 m breit. Die Rover und ihr Schwesterschiff Musquito wurden im April 1847 bestellt. Der Bau der Rover wurde im September 1850 begonnen. Nach dem Stapellauf am 21. Juni 1851 wurde das Schiff im Juli 1853 nach Plymouth überführt. Dort befanden sich die Musquito und die Rover in der Reserve und wurden nicht bewaffnet und nicht vollständig ausgerüstet.

### Verkauf an Preußen
Nach den Totalverlusten des Schoners Frauenlob und der Segelkorvette Amazone 1860/61 genehmigte der preußische Landtag den Ankauf von geeigneten Schulschiffen im Ausland, um den Ausbildungsbedarf an Seeleuten schnell sicherzustellen. 1862 gelang és, von der britischen Admiralität die Segelfregatte Niobe und die Sloops Musquito und Rover der Helena-Klasse anzukaufen. Die in der Umrüstung auf eine vollständig dampfgetriebene Marine befindliche Royal Navy gab die hölzernen, reinen Segelschiffe günstig ab. Im Kaufvertrag für die Schiffe vom 9. Juli 1862 wurde für die Rover 11.763 £ als Preis ausgewiesen.
Die Überführung der angekauften Schiffe erfolgte im Oktober 1862 mit Personalabgaben der aus Ostasien heimkehrenden Korvetten Arcona und Thetis. Mit den Überführungsmannschaften konnten am 19. Oktober die beiden Briggs Musquito und Rover in Plymouth-Devonport für die preußische Marine übernommen werden. Am 28. Oktober begannen die beiden Schiffe ihre Überführungsfahrt nach Danzig, wo sie Ende November eintrafen und im Dezember wieder außer Dienst gestellt wurden, um für ihre Aufgaben als Schulschiffe in der Königlichen Werft hergerichtet zu werden. Überführungskommandant der Rover war Leutnant zur See 1. Klasse Struben.

### Einsatz als Schiffsjungenschulschiff
Am 15. Mai 1863 wurde die Rover als zweites der neuen Schulschiffe in Dienst gestellt. Wie die beiden anderen Schiffe behielt sie ihren britischen Namen. Die Bewaffnung wurde auf zehn 24-Pfünder reduziert, 1867 auf nur noch acht Geschütze. Ab August 1863 gehörte die Rover zum erstmals gebildeten Übungsgeschwader. Nach Verbandsübungen begannen die drei Ankäufe dann im Herbst eine Auslandsreise in den Atlantik, die aber schon am 16. November in Plymouth wegen der Spannungen mit Dänemark abgebrochen wurde. Die Rover diente während des Deutsch-Dänischen Krieges als Depotschiff in Swinemünde.
Im Herbst 1864 lief das Schulgeschwader mit allen drei Schiffen von Kiel in den Atlantik aus. Wegen des gerade beendeten Krieges mit Dänemark begleiteten die Korvetten Vineta und Victoria das ausreisende Geschwader bis Plymouth. Dort trennte sich die Niobe von den Briggs und setzte ihre Reise nach Westindien fort, während die beiden Geleitkorvetten in die Ostsee zurückkehrten. Die beiden Segelschulschiffe liefen in das Mittelmeer über Gibraltar und Palermo bis nach Nauplia. Schlechte Wetterbedingungen verzögerten die Rückreise in Malta und erst am 17. Mai 1865 traf die Musquito mit ihrem Schwesterschiff wieder in Kiel ein.
Auch in den folgenden Jahren folgten im Sommer kurze Ausbildungsfahrten in der Ostsee und dann eine mehrmonatige Winterreise in den Süden. 1865/66 erfolgte die Winterreise bis zu den Kap Verden, an der auch die Niobe teilnahm. 1866/67 erfolgte die Winterreise der Rover mit der Musquito vom 9. Oktober 1866 bis Anfang Mai 1867 in das westliche Mittelmeer. Während die Niobe im Herbst 1867 wieder nach Westindien reiste, gingen die beiden Schulbriggs nach Lissabon, von wo sie über den Winter mehrere kürzere Reisen unternahmen, ehe sie am 3. Mai 1868 wieder in Kiel eintrafen. Die beiden folgenden Jahre verbrachten die Rover und die Musquito den Winter vor Portugal und den südspanischen Atlantikhäfen. Am 28. April 1870 trafen die beiden Briggs wieder in Kiel ein. Sie segelten dann nach Danzig und stellten dort im Juli wegen des Deutsch-Französischen Krieges außer Dienst. Die Rover diente als Wohnschiff für Reservisten, dann für Kriegsgefangene. Während des Krieges wurde sie als Wohnschiff nach Kiel verlegt.
Am 15. April 1872 wurde die Rover wieder in Dienst gestellt und danach erstmals als Schulschiff für Seekadetten in der östlichen Ostsee und der Nordsee eingesetzt. Das seit dem Vorjahr wieder in Dienst befindliche Schwesterschiff Musquito und der im Vorjahr erstmals in Dienst gekommene, ähnliche Neubau Undine der königlichen Werft in Danzig dienten weiter als Schulschiffe für Schiffsjungen. Im Sommer 1872 hatte die Marine so erstmals drei Briggs im Einsatz. Am 11. Oktober 1872 wurde die Rover wieder außer Dienst gestellt, da die kleinen Schulschiffe grundsätzlich nicht mehr auf langen Reisen eingesetzt und nur noch während des ersten Ausbildungsabschnitts in der Heimat genutzt werden sollten. Tatsächlich wurde die wieder als Schiffsjungenschulschiff dienende Rover schon 1873 für eine Atlantikfahrt im Herbst herangezogen, auf der sie Westindien sowie Häfen in den Vereinigten Staaten und Kanada anlief. Das Schiff blieb bis zum Herbst 1874 im Dienst. 1875 war die Rover nur im Sommerhalbjahr im Dienst, im Frühjahr 1876 wurde sie nur in Dienst gestellt, um sie nach Danzig zur Grundüberholung zu überführen.
1877 und 1878 sowie 1880 und 1881 war die Rover von Anfang April bis Ende Oktober als Schiffsjungenbrigg in der Ostsee im Einsatz. 1882 war sie nur von Ende Februar bis zum 1. Mai 1882 im Dienst, um die Besatzung des künftigen Torpedoversuchschiffes Blücher zu schulen. 1883 und 1884 folgten wieder Einsätze als Schiffsjungenbrigg im Sommerhalbjahr in der Ostsee. Am 15. Oktober 1884 außer Dienst gestellt, wurde die Rover am 5. November 1884 wieder aktiviert, um ab dem 13. November mit der beim Verlust der Undine nahe Skagen geretteten Besatzung eine Ausbildungsreise bis zu den Kap Verden durchzuführen, von der die Rover am 8. Mai 1885 nach Kiel zurückkehrte. Anschließend führte sie wieder die kleinen Ostseefahrten im ersten Abschnitt der Schiffsjungenausbildung durch, um dann wie üblich am 15. Oktober 1885 außer Dienst gestellt zu werden.
1889 und 1890 wurde die Rover noch im Sommerhalbjahr zur Schiffsjungenausbildung in der Ostsee eingesetzt. 1889 erfolgte der Einsatz gleichzeitig mit dem Schwesterschiff Musquito. Auf der Rover, die im letzten Dienstjahr noch Stockholm besucht hatte, wurde am 30. September 1890 in Kiel die Flagge letztmals eingeholt und das Schiff wurde im November aus der Flottenliste gestrichen.

### Verbleib
Die im November 1890 gestrichene Rover wurde zu einem Prahm umgebaut und als solcher ab 1905 im Minendepot in Friedrichsort eingesetzt. 1911 wurden die Reste der Rover endgültig zum Abbruch verkauft.
Die Galionsfigur der Rover befindet sich heute im Militärhistorischen Museum der Bundeswehr in Dresden.

## Kommandanten
Von den Kommandanten der Rover stiegen neun später bis in Admiralsränge auf, darunter
- Korvettenkapitän Paul von Reibnitz, 1872, zuletzt Vizeadmiral;
- Kapitänleutnant Rudolf Schering, 1873/74, zuletzt Vizeadmiral;
- Kapitänleutnant Max Fischel, 1882, zuletzt Admiral;
- Korvettenkapitän Friedrich von Baudissin, 1889, zuletzt Admiral.